# Águeda e Borralha
Águeda e Borralha (oficialmente: União das Freguesias de Águeda e Borralha) é uma freguesia portuguesa do município de Águeda, com 36,03 km² de área e 13705 habitantes (censo de 2021). A sua densidade populacional é 380,4 hab./km².

## História
Foi constituída em 2013, no âmbito de uma reforma administrativa nacional, pela agregação das antigas freguesias de Águeda e Borralha.

## Demografia
A população registada nos censos foi:
| Distribuição da População por Grupos Etários | Distribuição da População por Grupos Etários | Distribuição da População por Grupos Etários | Distribuição da População por Grupos Etários | Distribuição da População por Grupos Etários | Distribuição da População por Grupos Etários |
| -------------------------------------------- | -------------------------------------------- | -------------------------------------------- | -------------------------------------------- | -------------------------------------------- | -------------------------------------------- |
| Antes da agregação                           |                                              |                                              |                                              |                                              |                                              |
| Ano                                          | 0-14 anos                                    | 15-24 anos                                   | 25-64 anos                                   | >= 65 anos                                   | Total                                        |
| 2001                                         | 2172                                         | 1993                                         | 7419                                         | 1994                                         | 13578                                        |
| 2011                                         | 1936                                         | 1493                                         | 7637                                         | 2510                                         | 13576                                        |
| Após a agregação                             |                                              |                                              |                                              |                                              |                                              |
| Ano                                          | 0-14 anos                                    | 15-24 anos                                   | 25-64 anos                                   | >= 65 anos                                   | Total                                        |
| 2021                                         | 1757                                         | 1431                                         | 7328                                         | 3189                                         | 13705                                        |

## Lugares

### Antiga freguesia de Águeda
- Águeda (cidade)
- Alagoa
- Alhandra
- Ameal
- Assequins
- Bolfiar
- Candam
- Catraia de Assequins
- Cavadas
- Giesteira
- Gravanço
- Lapas de S. Pedro
- Maçoida
- Ninho de Águia
- Paredes
- Raivo
- Randam
- Regote
- Rio Covo
- Sardão
- S. Pedro
- Urgueira
- Vale de Erva
- Vale Domingos
- Vale Durão
- Vale dos Sobreirinhos
- Vale Verde
- Veiga

### Antiga freguesia da Borralha
- Casais
- S. Tiago
- Brejo
- Candam
- Catraia
- Alteiralto
- Redolho
- Horta Velha
- Machuqueira
- Castelo
- Catraia de Assequins
- Vista
- Vale do Forno
- Bairro do Agueiro
- Sardão
- Lomba
- Pinheirais
- Amainho